# Guitarra havaiana
Guitarra havaiana (também chamada lap steel guitar) é uma guitarra originária do Havaí. Possui o formato de uma tábua, normalmente tem seis cordas e é feita para tocar-se na posição horizontal utilizando uma palheta especial. Muitos grupos de música country utilizam tal instrumento para dar um efeito em suas músicas.
Bons exemplos de "lap steel guitar" incluem "For You Blue", dos Beatles (na qual é tocada por John Lennon), lançada em 1970 no álbum Let It Be, e "Breathe", além de "High Hopes", do Pink Floyd, lançadas em 1973 e 1994 nos álbuns The Dark Side of the Moon e Division Bell, respectivamente.